# 火燒寮山
火燒寮山，又名獅公髻尾山或司公髻尾山，位於台灣新北市平溪區、石碇區、坪林區交界處，峰頂海拔840公尺，為基隆河支流竿蓁坑溪、景美溪支流籐寮坑溪、北勢溪支流大舌湖溪的分水嶺。火燒寮山是平溪區的最高峰，其上立有二等三角點1401號、三等三角點675號基石各一顆，建有涼亭，視野極佳，可遠眺乾溪山、枋山坑山、楣子寮尖，俯瞰大舌湖及遠眺石碇大崙。